# Josef Rüther
Josef Rüther (* 22. März 1881 in Assinghausen; † 16. November 1972 in Brilon) war ein deutscher Heimatforscher im Sauerland, Aktivist im Friedensbund Deutscher Katholiken und linkskatholischer Publizist.

## Ausbildung und Beruf
Er war Sohn des Sauerländer Wanderhändlers Theodor Rüther und der Mutter Elisabeth (geb. Rothemann). Der Vater starb bereits 1888, so dass die Jugendzeit von materieller Not geprägt war. Nach der Volksschule besuchte er das Gymnasium in Paderborn mit dem Ziel, Priester zu werden. Ein Theologiestudium in Paderborn schloss er 1904 ab. Dem schlossen sich ein Studium der Altphilologie in Münster und die Hinwendung zum Lehrerberuf an. Trotz dieses Wechsels bewahrte er sich sein Interesse an theologischen und philosophischen Fragen. Seit 1909 arbeitete Rüther zunächst als Hilfslehrer und schließlich als Studienrat am Gymnasium in Brilon. Er heiratete 1911 Maria Potthast.

## Wandel des Weltbildes
Er war zunächst von einem antimodernen, nationalen und konservativen Weltbild geprägt. Dabei lehnte er sich an Houston Stewart Chamberlain an, ohne dessen rassenpolitische Gedanken zu übernehmen. Im Jahr 1913 übernahm er die Schriftleitung der Zeitschrift Heimat der neuen Abteilung des Vereins für Geschichte und Altertumskunde Westfalens in Brilon. Diese erschien als Beilage der Sauerländer Zeitung.
Im Jahr 1916 wurde er zum Kriegsdienst eingezogen. Im Zusammenhang mit den Erlebnissen während des Ersten Weltkriegs wandelte sich sein Weltbild. Er vertrat nunmehr zunehmend antikapitalistische, pazifistische und demokratische Vorstellungen. Er veröffentlichte 1920 seine Schrift Kapitalismus und Christentum. Darin bekannte er sich, beeinflusst von Wilhelm Hohoff, zum Antikapitalismus.

## Sauerländer Heimatbund
Daneben war er weiter in der Sauerländer Heimatbewegung aktiv. Er wurde 1919 Schirmherr der Briloner Schülergruppe der Vereinigung studierender Sauerländer. Diese von Franz Hoffmeister gegründete Organisation war eine wichtige personelle Basis für den Sauerländer Heimatbund. Im Jahr 1920 veröffentlichte Rüther seine Geschichtliche Heimatkunde des Kreises Brilon. Obwohl in seinem Heimatbegriff noch starke zivilisationskritische und wertkonservative Elemente vorhanden waren, grenzte er sich bereits von der völkischen Strömung der Heimatbewegung ab.
Nach der Gründung des Sauerländer Heimatbundes im Jahr 1921 war Rüther in diesem sehr aktiv und gehörte zeitweise auch dem Vorstand an. Er war von 1923 bis 1928 Schriftleiter der Zeitschriften Trutznachtigall und Heimwacht. Er galt als Kenner des Mundartdichters Friedrich Wilhelm Grimme und ermutigte die Dichterin Christine Koch, ihre Beiträge in den Heimatbundzeitschriften namentlich zu kennzeichnen. Er veröffentlichte selbst plattdeutsche Beiträge, die immer politischer wurden.

## Politik und Friedensbewegung
Rüther war Mitglied der Zentrumspartei. Er war Stadtverordneter in Brilon und Mitglied des Provinziallandtags. Er stand dabei auf dem sozialpolitisch orientierten Flügel der Partei. Er beteiligte sich 1925 an einer von Wilhelm Marx herausgegebenen Schriftenreihe zum politischen Katholizismus.
Bereits 1923 hatte er den völkischen Katholiken in der Zeitung Germania die Vaterlandsvergottung, den Kriegskult und ihren Antisemitismus vorgeworfen. Er sah darin einen neuheidnischen Abfall vom Christentum. Er kritisierte namentlich mit Lorenz Pieper und Maria Kahle auch zwei Sauerländer. Im selben Jahr setzte er sich maßgeblich für den Bau der Friedenskapelle auf dem Borberg bei Olsberg ein. Ein Jahr später war er an der Gründung einer Ortsgruppe des Friedensbundes deutscher Katholiken beteiligt. Sein Bruder, der Priester Theodor Rüther, wurde Vorsitzender. Er selbst war über den Ort hinaus in der katholischen Friedensbewegung aktiv und half beim Aufbau verschiedener Ortsgruppen in Westfalen. Auch hielt er Vorträge an Schulen. Er bereitete 1931 ein großes Friedenstreffen auf dem Borberg mit vor, an dem unter anderem auch Franz Stock teilnahm. Auch engagierte er sich im Reichsbanner Schwarz-Rot-Gold.
Nachdem die Zentrumspartei seit 1928 einen Kurswechsel nach rechts vollzog, engagierte sich Rüther in der Christlich-Sozialen-Reichspartei um Vitus Heller. Etwa in dieser Zeit verstärkten sich auch die Versuche von rechts, Einfluss auf den Sauerländer Heimatbund auszuüben. Rüther kritisierte den Gründer des Bundes Franz Hoffmeister, sich dem nicht entschieden entgegenzustellen. Er gab die Schriftleitung der Heimwacht auf.

## Zeit des Nationalsozialismus und Nachkriegszeit
Im Jahr 1931 veröffentlichte er unter dem Pseudonym J. van Hilbrinxen die Schrift Taten und Meinungen des Herrn Fuchs und andere Fabeln. Darin versuchte er in Form von allgemeinverständlichen Gleichnissen über die militaristische Verführung der Massen und den Führerkult aufzuklären. Im Jahr 1932 schrieb er einen Beitrag über Nationalsozialismus und Friedenserziehung. Seit 1931 begannen die örtlichen Nationalsozialisten ihn massiv unter Druck zu setzen. Es kam zu nächtlichen Aufläufen vor seinem Haus, Drohbriefen, und im Jahr 1932 schoss jemand durch sein Schlafzimmerfenster. Die örtlichen Nationalsozialisten ließen die Brüder Rüther durch Schüler bespitzeln und sammelten Material gegen sie.
Nach dem Beginn der Zeit des Nationalsozialismus wurde er vom Schuldienst suspendiert. Aus Furcht vor weiteren Verfolgungen zog das Ehepaar Rüther monatelang in West- und Süddeutschland von einem Ort zum nächsten. Nach der Rückkehr nach Brilon wurde er von der Gestapo ständig überwacht. Im Jahr 1938 wurde endgültig ein Schreibverbot über Rüther verhängt. Im Zusammenhang mit der Aktion Gitter wurde er 1944 zeitweilig verhaftet. Anschließend verbarg er sich vor weiteren Verfolgungen.
Nach dem Krieg engagierte er sich spätestens ab 1949 erneut im Sauerländer Heimatbund, zog sich aber in der Mitte der 1950er Jahre wieder zurück. Dabei spielte auch eine stillschweigende Rehabilitierung von Personen, die wie Maria Kahle dem Nationalsozialismus nahegestanden hatten, eine Rolle.
Er verfasste zahlreiche selbständige und unselbständige Veröffentlichungen zu verschiedenen Themen. Neben heimatkundlichen und politischen Texten gehören dazu auch philosophische Schriften. Im Jahr 1969 wurde ihm der Ehrenring der Stadt Brilon verliehen. An ihn und seinen Bruder erinnert auch die Gebrüder-Rüther-Straße.

## Schriften (Auswahl)
- Der Kampf um die höhere Schule. Hamm 1915.
- Römerzüge im Sauerlande und ihr Verhältnis zum „saltus Teutoburgiensis“. Arnsberg 1915.
- Kampf dem Kapitalismus, dem Völkerfeinde. Limburg 1919.
- Geschichtliche Heimatkunde des Kreises Brilon. Olsberg 1920.
- Kapitalismus oder Christentum. Graz 1920.
- Im Spiegel der Dinge. Paderborn ca. 1920.
- Auf Gottes Spuren. 3. Aufl. Bigge 1925.
- Der katholische Staatsgedanke, eine Darstellung der kirchlichen Lehre von Wesen, Ziel und Grenzen der Staatsgewalt und von den Pflichten des Staatsbürgers. Berlin 1925.
- Gemeinschaft und Wirtschaft nach ausgewählten Stücken aus den Werken des Thomas von Aquin. Paderborn 1925.
- Prägungen. Von der Ehrlichkeit der Begriffe. Münster 1946.
- Die Straße der Menschheit. Betrachtungen über Geschichte. Münster 1950.
- Heimatgeschichte des Landkreises Brilon. 2. Aufl. Münster 1956.